# Alleur
Alleur is een plaats in de Belgische provincie Luik en een deelgemeente van Ans. Alleur heeft een oppervlakte van 8,55 km².
Alleur is gelegen aan de westrand van de Luikse agglomeratie op zo'n 7 kilometer van het stadscentrum. De bebouwde kom van Alleur sluit naadloos aan bij de bebouwde zones van Ans en Rocourt. Ten noorden van de bebouwde zone is het gebied nog vrij landelijk en wordt er vooral graan geteeld op de Haspengouwse grond. In het oosten ligt nog het gehucht Hombroux.

## Geschiedenis
Alleur wordt voor het eerst genoemd in een oorkonde van de abdij van Val-Saint-Lambert in 1196. Voor 1332 werd de heerlijkheid Alleur samengevoegd met de heerlijkheid Hombroux die beide behoorden tot het prinsbisdom Luik. In dat jaar werden Alleur en Hombroux afgestaan aan het kapittel van de Sint-Lambertuskathedraal te Luik.
De heerlijkheid Waroux was aanvankelijk een leen van het graafschap Loon en behoorde later toe aan verscheidene families tot aan de Franse Revolutie. Op 27 september 1792 was er te Waroux een veldslag tussen de Fransen en het leger van de Oostenrijkse Nederlanden met de Fransen als winnaars.
In 1795 werden Alleur, Hombroux en Waroux verenigd tot één gemeente. Alleur bleef lange tijd een landbouwdorp maar door de nabijheid van de stad Luik en de aanleg van de autosnelweg E40 werd het een randgemeente van de Luikse agglomeratie. In de jaren 1960 werd er een belangrijke industriezone aangelegd.
In 1971 werd de gemeente Xhendremael opgeheven en bij Alleur gevoegd maar in 1977 werd de gemeente Alleur opgeheven en werden beiden deelgemeenten van Ans.

## Bezienswaardigheden
- Het Kasteel van Waroux en de bijbehorende kasteelhoeve; zijn sinds 1977 beschermd
- De Ferme de Waroux, een kasteelboerderij
- Het graf van François Sterchele
- De Sint-Remigiuskerk

Zie ook
- Hombroux

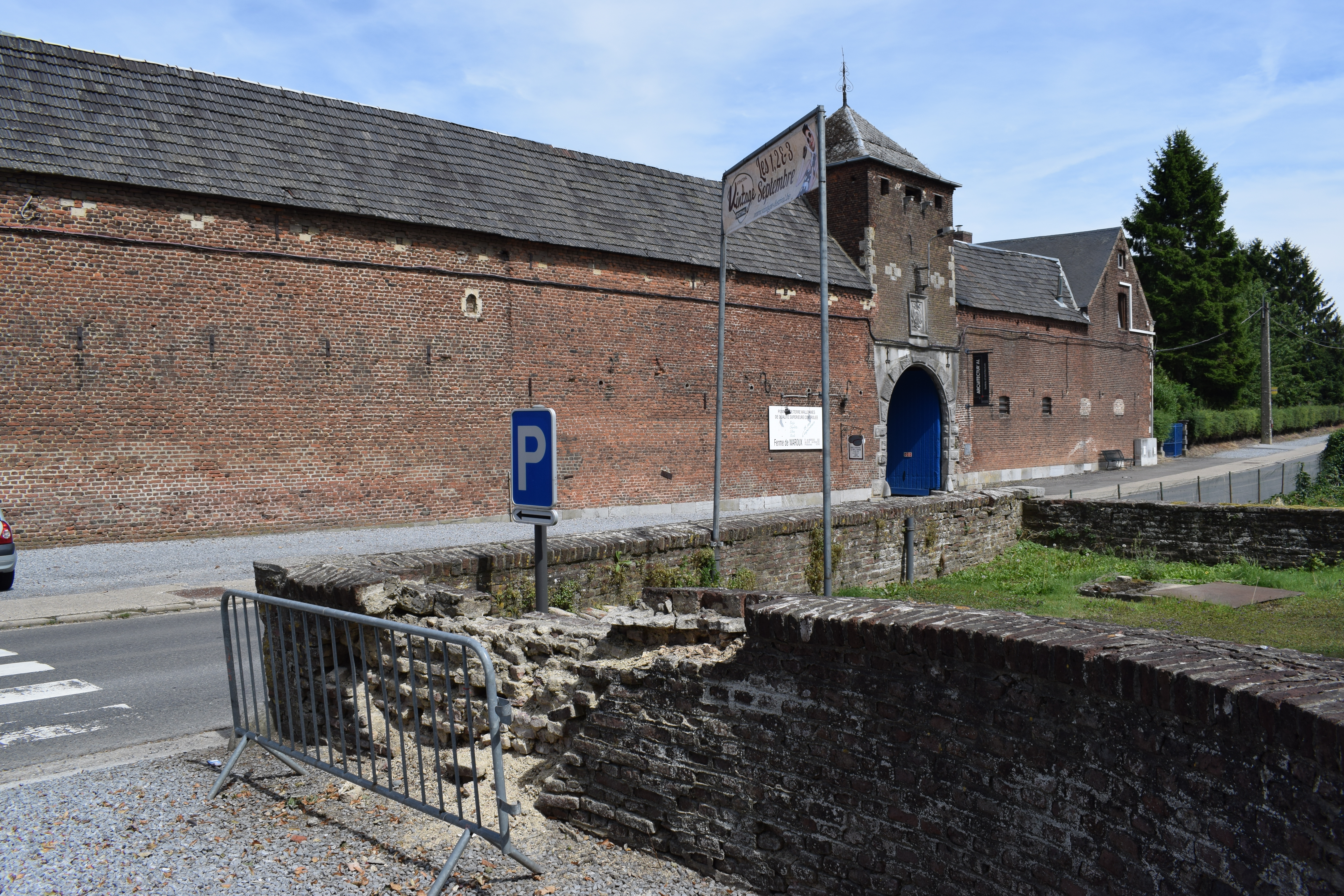
Ferme de Waroux
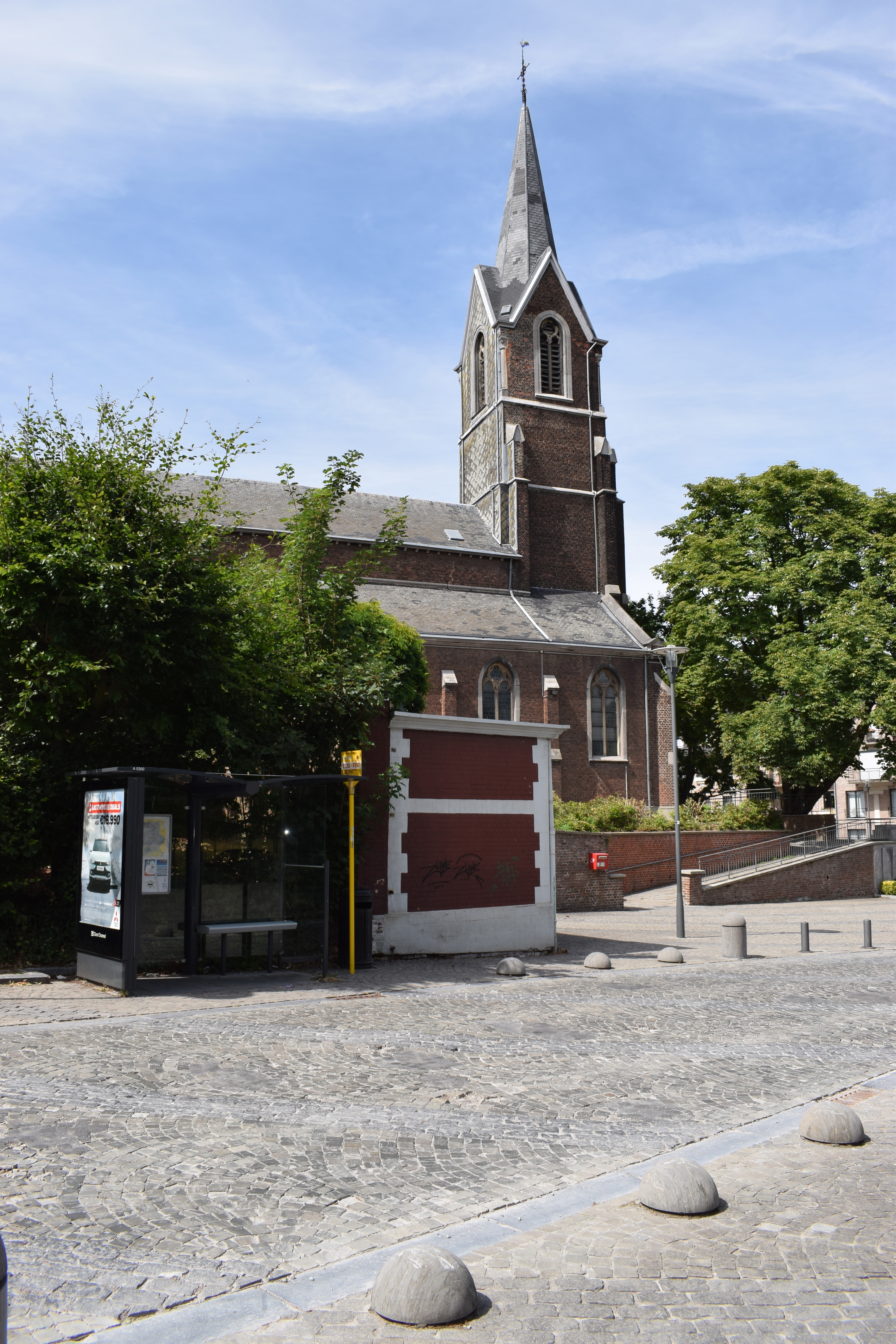
Sint-Remigiuskerk
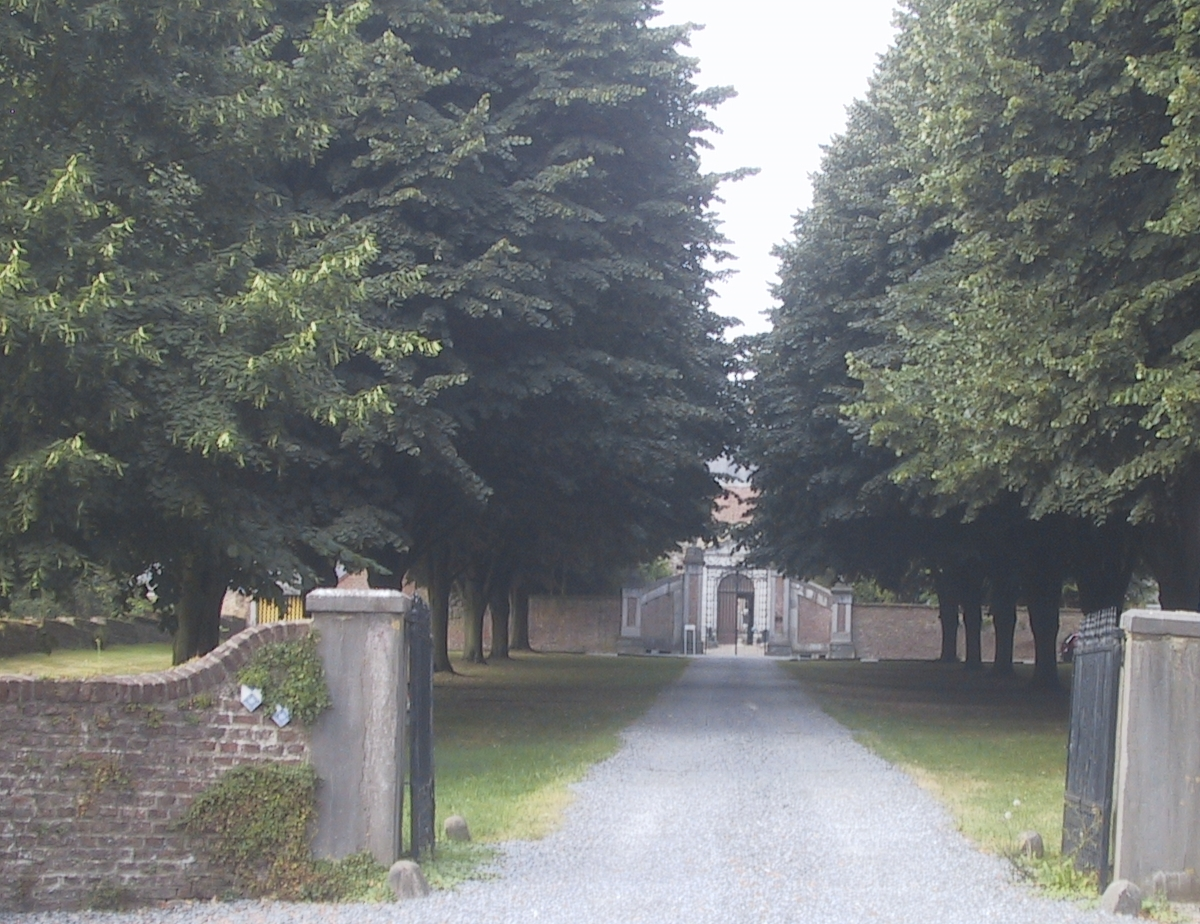
Dreef naar het kasteel van Waroux

## Natuur en landschap
Alleur ligt in Droog-Haspengouw op een hoogte van ongeveer 166 meter. Het open landschap van deze streek strekt zich ten noorden van het dorp uit. Alleur ligt echter aan de noordrand van de Luikse agglomeratie. Ten zuiden van het dorp ligt de autoweg A3.

## Politiek
Alleur had een eigen gemeentebestuur en burgemeester tot de gemeentelijke fusie van 1977. De laatste burgemeester was François Heine.

## Demografische ontwikkeling
- Opm:1831 t/m 1970=volkstellingen; 1976=inwoneraantal op 31 december
- 1976: op 1 januari 1971 werd Xhendremael aangehecht

## Nabijgelegen kernen
Hombroux, Lantin, Xhendremael, Hognoul, Loncin